# Sinusoide
Una sinusoide o ona sinusoidal és un tipus de funció matemàtica que es pot expressar mitjançant la funció sinus i representa una oscil·lació periòdica i suau. A banda de les matemàtiques i la física, les sinusoides són d'ús freqüent en molts altres camps, i especialment en processament de senyals i enginyeria electrònica.
L'expressió matemàtica d'una sinusoide és:
{\displaystyle f(x)=A\sin(\omega x+\theta )}
que descriu una funció f de x en forma d'ona en què:
- A és l'amplitud (desviació màxima respecte al centre)
- {\displaystyle \omega \ } és la freqüència angular
- θ és la fase

Exemples particulars de sinusoides són les funcions sinus i cosinus.

## Ocurrències
| Ona sinusoidal        |
|                       |
| Ona sonora de 220 Hz. |
|                       |

Oscil·lació sinusoidal d'una molla

El model d'ona sinusoidal s'usa sovint en la descripció de fenòmens periòdics de la natura, com ara ones marítimes, sonores, o de llum.El voltatge de corrent altern també segueix el model sinusoide.
L'oïda humana pot reconèixer les ones sinusoidals com a únic so clar perquè les ones del sinus són representacions d'una freqüència única, sense harmònics. Alguns sons que s'aproximen a una ona sinusoidal pura són els xiulets i el so produït per un diapasó.
Qualsevol ona no sinusoidal, com ara ones quadrades o fins i tot les ones de so irregulars emeses en la parla humana, poden ser representades com una combinació lineal d'ones sinusoidals de diferents períodes i freqüències. L'anàlisi de Fourier proveeix de les eines que permeten fer-ho.

## Període (T) en una sinusoide
El període, que es representa sovint amb la lletra T, en una sinusoide correspon al menor conjunt de valors x que estiguin dintre d'un cicle complet de valors de la funció. En aquest sentit, qualsevol funció variable que repeteix els seus valors en un cicle complet s'anomena també funció periòdica.

## Sèries de Fourier
El 1822, Joseph Fourier, matemàtic francès, va descobrir que les ones sinusoidals es poden utilitzar com a blocs de construcció senzills per a descriure i aproximar qualsevol forma d'ona periòdica. La teoria de Fourier s'utilitza com una eina d'anàlisi en l'estudi de les ones i, en general, en la resolució d'equacions en derivades parcials lineals de segon ordre.